# 5730 Йоносуке
5730 Йоносуке (5730 Yonosuke) — астероїд головного поясу, відкритий 13 жовтня 1988 року.
Тіссеранів параметр щодо Юпітера — 3,274.
Названо на честь астронома Йоносуке (яп. よのすけ(與之助)).